# Valerie (песня)
«Valerie» — песня британской рок-группы The Zutons из её второго студийного альбома Tired of Hanging Around (2006). 19 июня 2006 года она была выпущена в Великобритании в качестве второго сингла с альбома вслед за «Why Won’t You Give Me Your Love?» и стала крупнейшим на сегодняшний день хитом коллектива, а также вторым синглом The Zutons, попавшим в десятку британского чарта, в котором «Valerie» поднялась с 41-й до девятой позиции, ставшей максимальной. Режиссёром видеоклипа на эту песню был Скотт Лион.
Композиция использовалась в качестве музыкального сопровождения в репортажах с Чемпионата мира по футболу 2006 года на телеканале ITV.

## Список композиций
CD 1
1. «Valerie»
2. «April Fool»

CD 2
1. «Valerie»
2. «I Will Be Your Pockets»
3. «In the City»
4. «Valerie» (Video)

7" single
1. «Valerie»
2. «Get Up and Dance»

## Чарты
| Чарт (2006)              | Место |
| ------------------------ | ----- |
| European Hot 100 Singles | 33    |
| Irish Singles Chart      | 32    |
| UK Singles Chart         | 9     |

## Версия Марка Ронсона и Эми Уайнхаус
Британские музыканты Марк Ронсон и Эми Уайнхаус записали кавер-версию «Valerie» для второго студийного альбома Ронсона Version. 15 октября 2007 года она была выпущена в качестве третьего сингла с пластинки и достигла второго места в британском чарте, где провела 19 недель в первой двадцатке. Тираж сингла в Великобритании составил 329 490 экземпляров, и он занял девятое место в списке самых продаваемых песен года.
Видеосопровождение к этой версии снял Роберт Хейлс в Лондоне 28 августа 2007 года. Также было сделано видео для ремикса Baby J.
Песня вошла в саундтрек к фильму «27 свадеб». Журнал Rolling Stone назвал её единственной примечательной записью Уайнхаус после выхода её альбома Back to Black.

### Список композиций
CD single
1. «Valerie»
2. «Valerie» (Baby J Remix)
3. «Valerie» (The Count & Sinden Remix)
4. «California» (Live from Wireless Festival)

### Чарты
| Чарт (2007—2008)                       | Место |
| -------------------------------------- | ----- |
| European Hot 100 Singles               | 8     |
| Irish Singles Chart                    | 3     |
| New Zealand RIANZ Singles Chart        | 39    |
| UK Singles Chart                       | 2     |
| UK R&B Singles Chart                   | 1     |
| Australian ARIA Singles Chart          | 75    |
| Ö3 Austria Top 40                      | 5     |
| Belgian Ultratop 50 Singles (Flanders) | 18    |
| Dutch Top 40                           | 1     |
| German Singles Chart                   | 3     |
| Hungarian Mahasz Dance Chart           | 38    |
| Slovak IFPI Airplay Chart              | 27    |
| Swiss Singles Chart                    | 4     |

| Чарт (2008)          | Место |
| -------------------- | ----- |
| German Singles Chart | 14    |

| Чарт (2000—2009) | Место |
| ---------------- | ----- |
| UK Singles Chart | 74    |